# Danny Faure

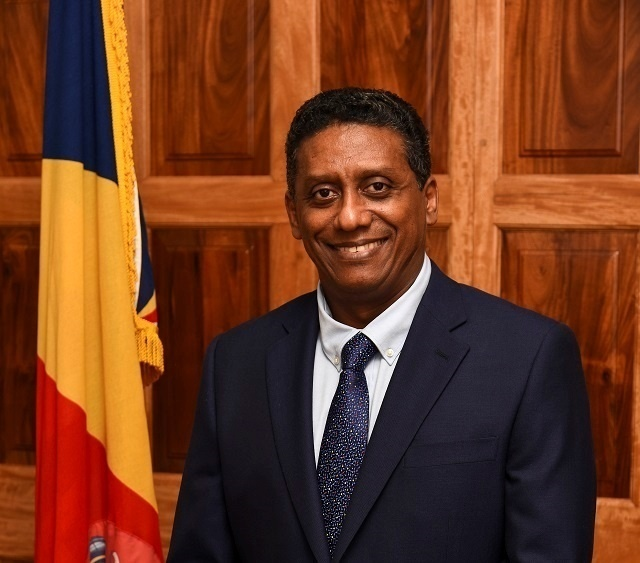
Danny Faure als Präsident der Seychellen

Danny Antoine Rollen Faure (* 8. Mai 1962 in Kilembe, Uganda) war vom 16. Oktober 2016 bis zum 26. Oktober 2020 Präsident der Republik Seychellen.

## Leben
Faure studierte in Kuba, wo er einen Abschluss in Politikwissenschaften erwarb. Seither arbeitet er in verschiedenen Regierungsämtern der Seychellen. Er gehört der People’s Party an und wurde 2004 Finanzminister. 2010 wurde er zusätzlich Vizepräsident.
2016 löste er Präsident James Alix Michel ab, nachdem die Opposition die Parlamentswahl gewonnen hatte und Michel am 16. Oktober 2016 sein Amt als Präsident niedergelegt hatte. Michel war 2015 wiedergewählt worden, sodass Faures Amtszeit planmäßig bis 2020 dauerte.

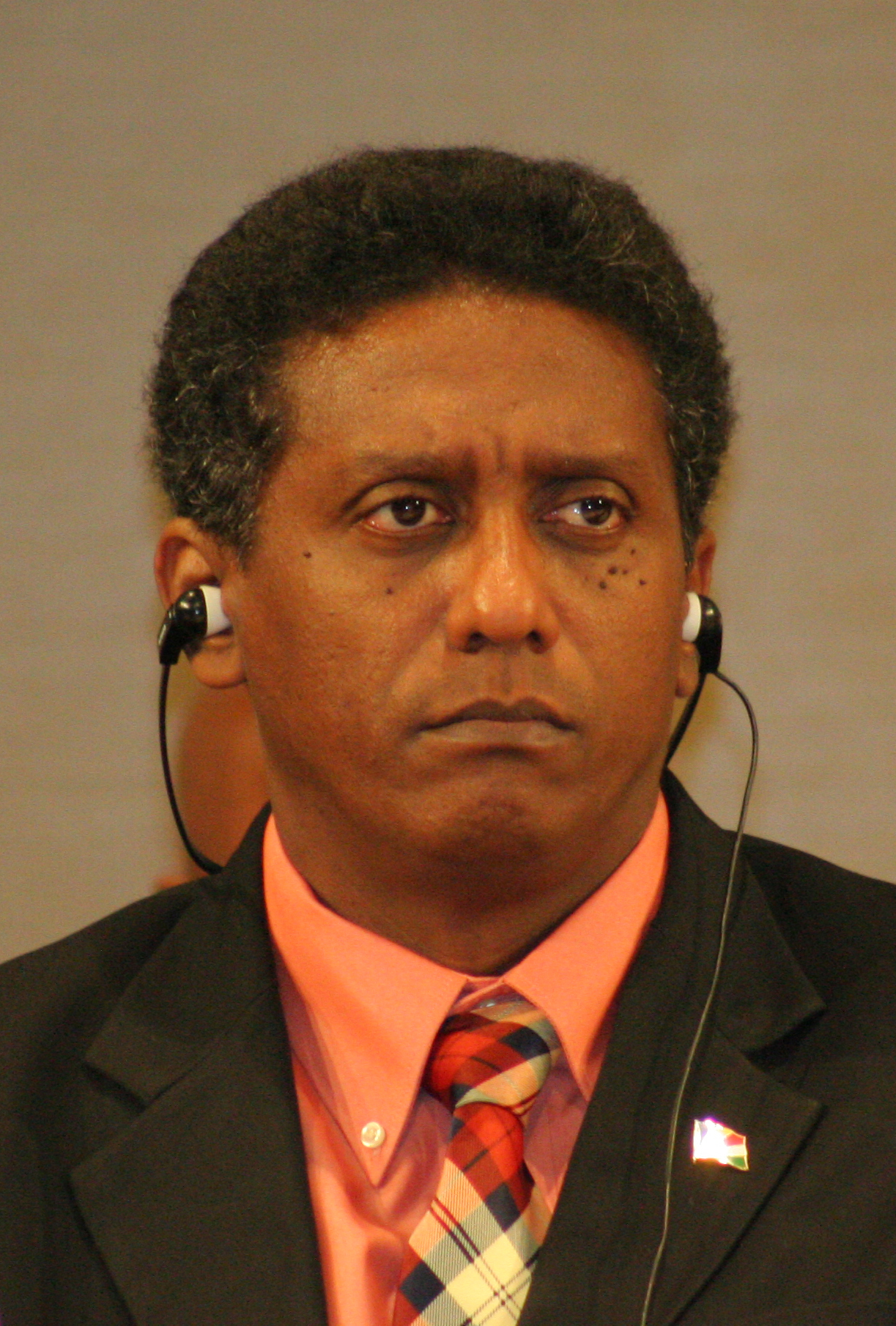
Danny Faure, 2010